# سیارک ۱۷۳۹۳۶
سیارک ۱۷۳۹۳۶ (به انگلیسی: 173936 Yuribo، نامگذاری:2001WM2)۱۷۳۹۳۶مین سیارک کشف شده‌است که در ۱۷ نوامبر ۲۰۰۱ کشف شد.